# العلاقات الأمريكية الميكرونيسية
العلاقات الأمريكية الميكرونيسية هي العلاقات الثنائية التي تجمع بين الولايات المتحدة وولايات ميكرونيسيا المتحدة.

## مقارنة بين البلدين
هذه مقارنة عامة ومرجعية للدولتين:
| وجه المقارنة                                              | الولايات المتحدة                                                                                                  | ولايات ميكرونيسيا المتحدة |
| --------------------------------------------------------- | --- | ------------------------- |
| المساحة (كم2)                                             | 9.83 مليون | 702                       |
| عدد السكان (نسمة)                                         | 311.58 مليون | 105.54 ألف                |
| الكثافة السكانية (ن./كم²)                                 | 31.7 | 15.03 ألف                 |
| العاصمة                                                   | واشنطن العاصمة | باليكير                   |
| اللغة الرسمية                                             | لغة إنجليزية | لغة إنجليزية              |
| العملة                                                    | دولار أمريكي | دولار أمريكي              |
| الناتج المحلي الإجمالي (بليون دولار)                      | 19.39 تريليون | 336.43 مليون              |
| الناتج المحلي الإجمالي (تعادل القوة الشرائية) بليون دولار | 18.04 تريليون | 365.27 مليون              |
| الناتج المحلي الإجمالي الاسمي للفرد دولار أمريكي          | 56.12 ألف | 3.02 ألف                  |
| الناتج المحلي الإجمالي للفرد دولار أمريكي                 | 54.63 ألف |                           |
| مؤشر التنمية البشرية                                      | 0.920 | 0.640                     |
| رمز المكالمات الدولي                                      | +1 | +691                      |
| رمز الإنترنت                                              | .us، حكومة، .mil، Edu.                                                                                            | .fm                       |
| المنطقة الزمنية                                           | توقيت ساموا الأمريكية، توقيت أطلنطي موحد، منطقة زمنية وسطى، توقيت ألاسكا ‏، المنطقة الزمنية الجبلية، توقيت تشامرو ‏ |                           |

## منظمات دولية مشتركة
يشترك البلدان في عضوية مجموعة من المنظمات الدولية، منها:
| علم المنظمة | اسم المنظمة                               | تاريخ انضمام الولايات المتحدة | تاريخ انضمام ولايات ميكرونيسيا المتحدة |
| ----------- | ----------------------------------------- | ----------------------------- | -------------------------------------- |
|             | منظمة حظر الأسلحة الكيميائية              | ?                             | ?                                      |
|             | بنك التنمية الآسيوي                       | 1966                          | 1990                                   |
|             | البنك الدولي للإنشاء والتعمير             | 27 ديسمبر 1945                | 24 يونيو 1993                          |
|             | الاتحاد الدولي للاتصالات                  | 1 يوليو 1908                  | 18 مارس 1993                           |
|             | وكالة ضمان الاستثمار متعدد الأطراف        | 12 أبريل 1988                 | 11 أغسطس 1993                          |
|             | المركز الدولي لتسوية المنازعات الاستشارية | 14 أكتوبر 1966                | 24 يوليو 1993                          |
|             | مؤسسة التنمية الدولية                     | 24 سبتمبر 1960                | 24 يونيو 1993                          |
|             | الأمم المتحدة                             | 24 أكتوبر 1945                | 17 سبتمبر 1991                         |
|             | يونسكو                                    | 4 نوفمبر 1946                 | 19 أكتوبر 1999                         |
|             | مؤسسة التمويل الدولية                     | 20 يوليو 1956                 | 24 يونيو 1993                          |

## وصلات خارجية
- موقع وزارة الخارجية الأمريكية